# Wesselényi utca
Wesselényi utca est une rue située dans Erzsébetváros (7e arrondissement de Budapest), s'étendant entre Rottenbiller utca et le Kiskörút (au niveau de la Grande synagogue). Cette voie est historiquement associée au quartier juif de Budapest. Longue d'1,5 km, reliant l'hypercentre aux abords de la gare de Budapest-Keleti, elle traverse les places suivantes : Almássy tér et Kéthly Anna tér. Elle est parallèle à Király utca, Dob utca et Dohány utca.
La rue est parcourue par la ligne  74 du trolleybus de Budapest. Elle est traversée par les lignes  73 76.